# Краснокутский, Хаим Меерович
Хаи́м Ме́ерович Красноку́тский (1 мая 1904, Смела, Киевская губерния — 15 августа 1982, Киев) — генерал-майор, Герой Советского Союза.

## Биография
Родился 1 мая 1904 года в городе Смела Черкасского уезда в семье служащего. Еврей.
Член КПСС с 1941 года. В 1920 году окончил неполную среднюю школу и два курса медицинского техникума. Работал инструктором физкультуры.
В 1926 году призван в ряды Красной армии. В 1930 году окончил Киевские курсы по подготовке командиров пехоты. Участвовал в походе советских войск в Западную Украину в 1939 году. Участник (в чине капитана) советско-финляндской войны 1939—1940 годов. (Известен его карандашный портрет 1940 г., нарисованный А. Лактионовым).
В боях Великой Отечественной войны с 22 июня 1941 года. Командовал полком. За боевые успехи в разгроме Орловской группировки противника назначен заместителем командира стрелковой дивизии. Был начальником отдела боевой подготовки армии.
После окончания Великой Отечественной войны был начальником военной кафедры Новгородского государственного учительского института (с сентября по ноябрь 1946 года). С 1953 года генерал-майор Х. М. Краснокутский в запасе. Жил в Киеве.
Скончался 15 августа 1982 года. Похоронен на Лукьяновском военном кладбище в Киеве.

## Награды
Звезду Героя Советского Союза (21 марта 1940) получил за успешные боевые действия в прорыве линии Маннергейма во время советско-финской войны. В то время он командовал батальоном в 255-м полку 123-й стрелковой дивизии.
Участник Великой Отечественной войны. После войны служил офицером и вышел в отставку в звании полковника в Киеве. Награждён орденом Красной Звезды (дважды), орденом Красного Знамени (дважды), орденом Ленина (дважды).